# Schloss Innernstein
Das Schloss Innernstein (auch Veste Stain, Schlösschen Kaiserstein) befindet sich in der Ortschaft und Katastralgemeinde Innernstein 3 km östlich des Ortszentrums der Marktgemeinde Münzbach im Bezirk Perg in Oberösterreich.
Innernstein hat ein Gegenstück nur 5 km weiter südlich: Schloss Außenstein. Beide Schlösser stehen aber nicht zueinander in Beziehung.

## Beschreibung
Die ursprüngliche Burg steht auf einem Felskopf über dem Tälchen des Sulzbaches (Käfermühlbachzubringer). Die steil abfallende Felsen machten die Burg von der Nordseite her uneinnehmbar.
Im Südwesten der zu einem Schloss umgebauten Burg steht noch immer ein massiver runder Verteidigungsturm. Er war früher höher, seine Höhe, ebenso wie die Höhe des Torturms im Südosten wurden bei einem Umbau reduziert. Der Torturm hat ein leicht geschwungenes Zeltdach, darunter eine Uhr. An den Torturm schließen Wohntrakte mit unregelmäßiger Fassade an, da sie auf der Ringmauer der alten Burg gebaut wurden. Den Torturm erreichte man früher über eine Zugbrücke über den Burggraben. Dieser ist nun zugeschüttet, die Zugbrücke verschwunden.
Durch die breite, kreuzgratgewölbte Torhalle gelangt man in einen trapezförmigen Schlosshof (Innenhof) mit Laubengängen an drei Seiten. Die Arkaden im Obergeschoß wurden 1589 vermauert. An den dabei entstandenen Mauerflächen befinden sich die Wappen der einstigen Burg- und Schlossherren.
1906 ließ Freiherr Hermann von Tinti (* 1870 Wien; † 1926 Innernstein) den Hof an der Nordseite mit einem neuen Schlosstrakt im neugotischen Stil aus Bruchstein schließen.
Im westlichen Schlosstrakt blieb eine Einpfeilerhalle mit Kreuzgratgewölbe erhalten. Das Obergeschoß ist im Inneren weitgehend barockisiert. Mehrere Türen stammen aus der Zeit um 1700.
1996–1998 wurden im Rahmen der Donaufestwochen Konzerte im Schloss Innernstein veranstaltet. Damals gastierten dort u. a. die Salzburger Residenzsolisten.
Das Schloss, die Gartenanlagen und die davor sich ausdehnenden Wirtschaftsgebäude wurden in den 2010er-Jahren umfassend saniert. Im Norden der Schlossanlage entstand auch ein bewaldetes und eingezäuntes Gehege für Wildtiere.
Die Schlossanlage ist Privatbesitz, sie ist bewohnt und allgemein nicht zugänglich. Das Schloss steht nicht unter Denkmalschutz.

## Schlosskapelle
Die Allerheiligen-Kapelle im Schloss Innernstein besaß unter Freiherr Hermann Tinti eine Messlizenz. Die Kapelle wurde 1991 renoviert.

## Gruftkapelle am Friedhof Münzbach
Die Gruftkapelle der Freiherren von Tinti an der Westseite des Friedhofs von Münzbach wurde 1906 vom Linzer Dombaumeister Matthäus Schlager als neugotischer Natursteinbau mit zweijochigem Langhaus, Kreuzrippengewölbe und einjochigem Chor mit Dreieckschluss errichtet. Diese Filialkirche ist dem Hl. Kreuz geweiht. An der Südwand befinden sich Grabstätte und Grabplatte der Geschwister Elisabeth von Schöller-Szüts, geborene Tinti (* 1900 Innernstein; † 1969 Innernstein) und Leopold Tinti (* 1904 Wien; † 1977 Wien). Über dem Kirchenportal ist ein Relief des Tinti’schen Familienwappensangebracht.

## Geschichte
1209 wurde erstmals in einer Urkunde des Stiftes Baumgartenberg ein Chunradus de Staine genannt. Dessen Schloss, das sich bis ins 15. Jahrhundert im Besitz der Familie befand, steht auf einem Felskopf oberhalb des Sulzbaches. Die Renaissance-Anlage erhielt in der zweiten Hälfte des 16. Jahrhunderts die heutige Form. Die Jahreszahl 1589 ist auf einem Sgraffito an der Westseite dokumentiert.
Die Stainer hatten das Schloss als Dienstmannen der Herren von Machland und später der Herren von Clam-Velburg als freieigenen Besitz inne. 1292 verpfändeten sie Teile und später die gesamte Liegenschaft und wurden zu Lehensnehmern der Kapeller und später der Liechtensteiner.
Innernstein war bis zum Ende der Grundherrschaften im 19. Jahrhundert ein liechtensteinisches Ritterlehen. 1710 wurde ein Urbar über die Kaisersteinische Herrschaft Innernstein mit einem Umfang von 58 Seiten errichtet.

### Schlossherren
- 1209 bis 1292 Chrunradus de Staine
- 1292 bis 1407 Kapeller (u. a. Ulrich II. von Kapellen, Hans I. von Kapellen, Eberhard I. von Kapellen)
- 1407 bis 1850 Liechtensteiner (u. a. Hartmann von Liechtenstein)
- 1850 bis 1876 Grafen von Clam-Martinic
- 1876 bis 1897 Fürst und Altgraf Salm-Reifferscheid
- 1897 bis 1969 Freiherr von Tinti (venezianisches Adelsgeschlecht)
- 1969 bis 1994 Elisabeth Brandner
- 1994 bis 2002 Walter Nossek
- 2003 bis dato Franz Greisinger, Kommerzialrat, Unternehmer

### Lehensnehmer
- 1292 bis 1424 Stainer (Herborg, Hanns, Friedrich Stainer, Jörg der Stainer)
- 1424 bis 1499 Steinböck, Schweinböck
- 1499 bis 1517 Ulrich II von Liechtenstein
- 1517 bis 1611 Veit I. bis Veit III. Flusshart (protestantisch)
- 1611 bis 1625 Sebisch (protestantisch u. a. Hans Georg Sebisch, Elisabeth Sebisch)
- 1625 bis 1633 Hofkammerrat von Mühlheim
- 1633 bis 1731 Freiherren von Kaiserstein (u. a. Tobias Hellfried von Kaiserstein, Johann Georg von Kaiserstein und seine Frau Sophia, Ernst von Kaiserstein und seine Frau Katharina, Ernst Johann von Kaiserstein auf Innerststein, Pottendorf, Ulm und Böhmisch Hörschlag)
- 1731 bis 1804 Freiherren von Stiebar (u. a. Johann Friedrich von Stiebar)
- 1804 bis 1820 Freiherr von Rosenberg
- 1820 bis 1850 Grafen von Clam-Martinic

## Bildergalerie

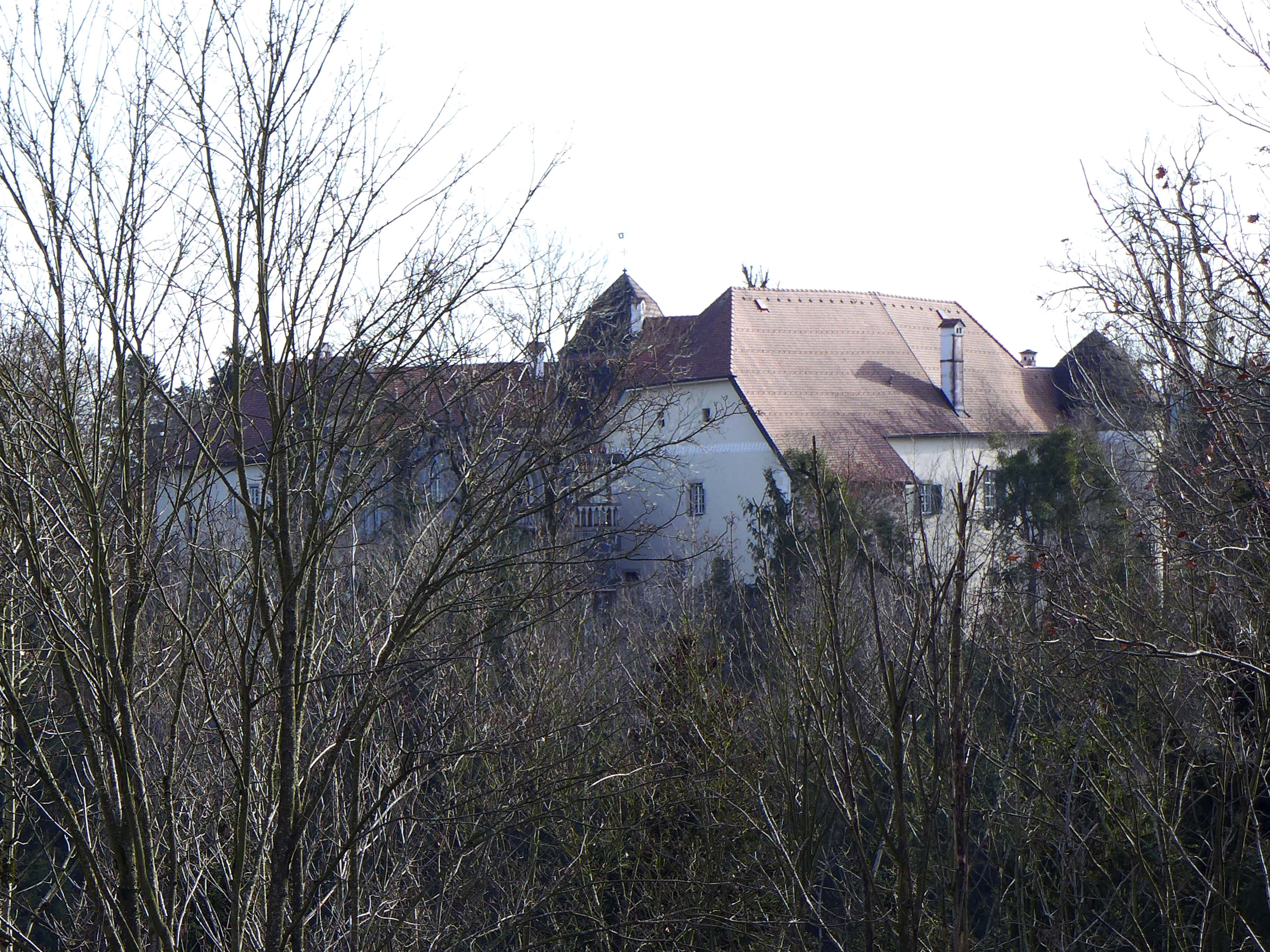
Von Nordwesten 2021
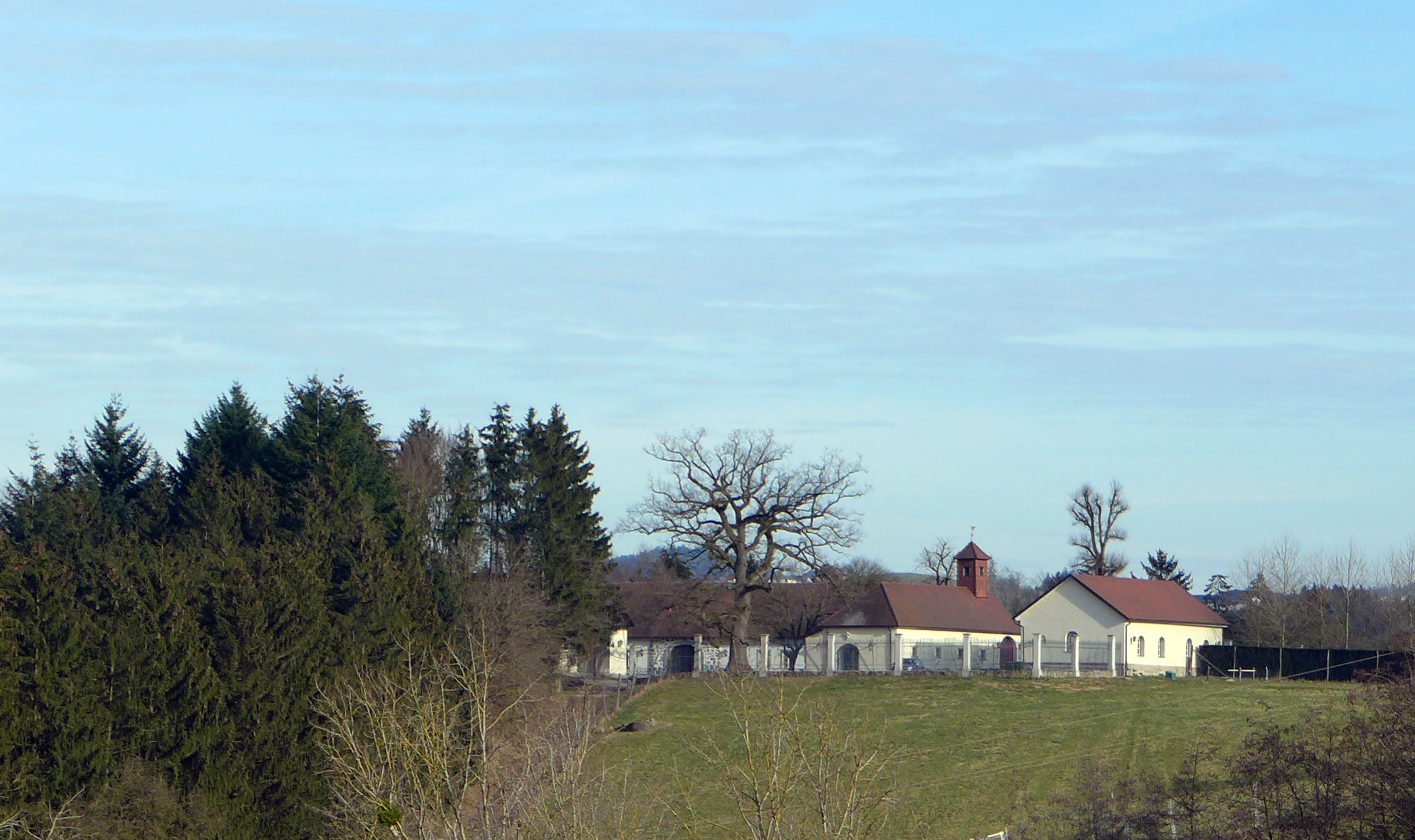
Ansicht von Westen
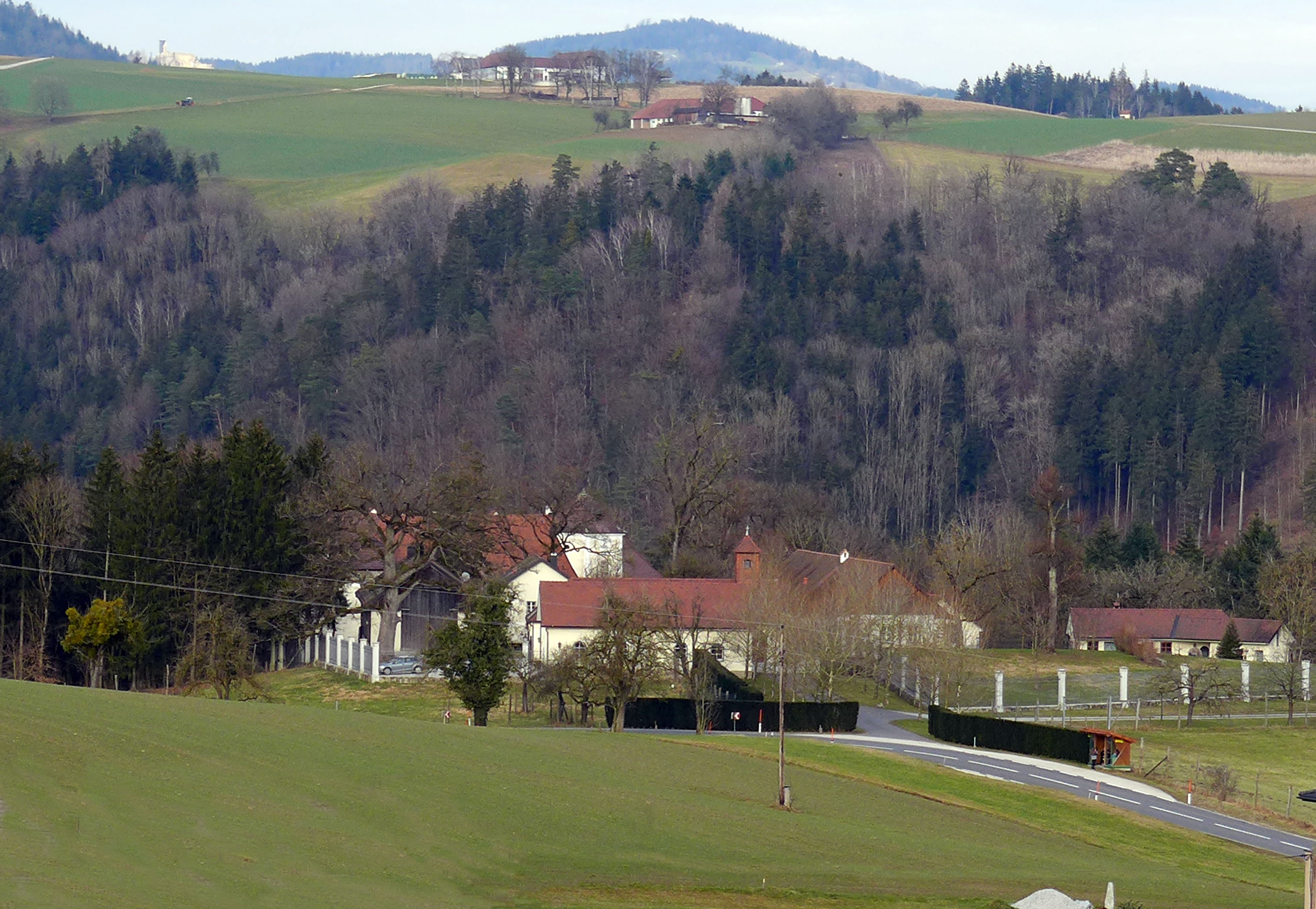
Ansicht von Süden
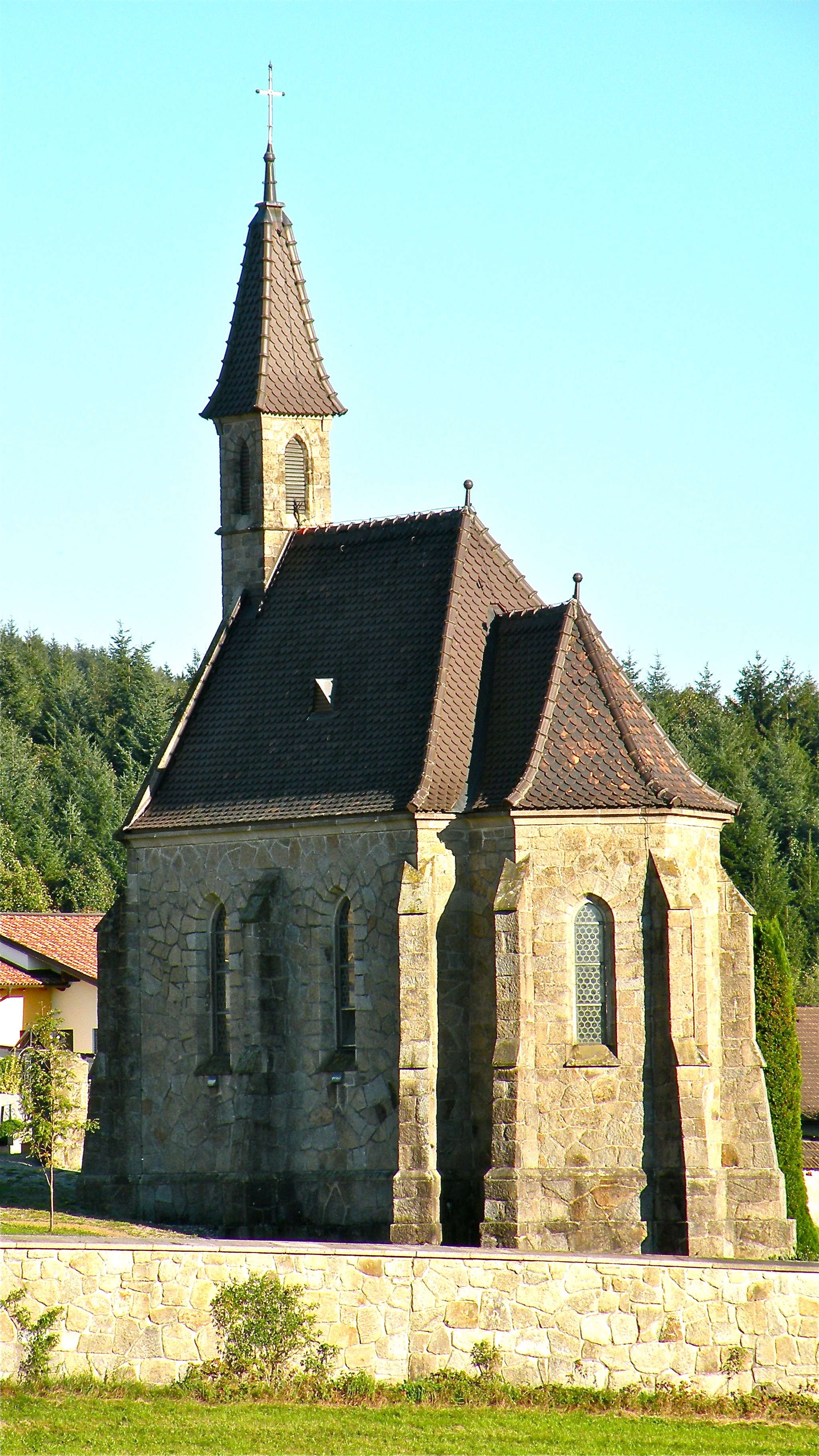
Gruftkapelle der Tinti
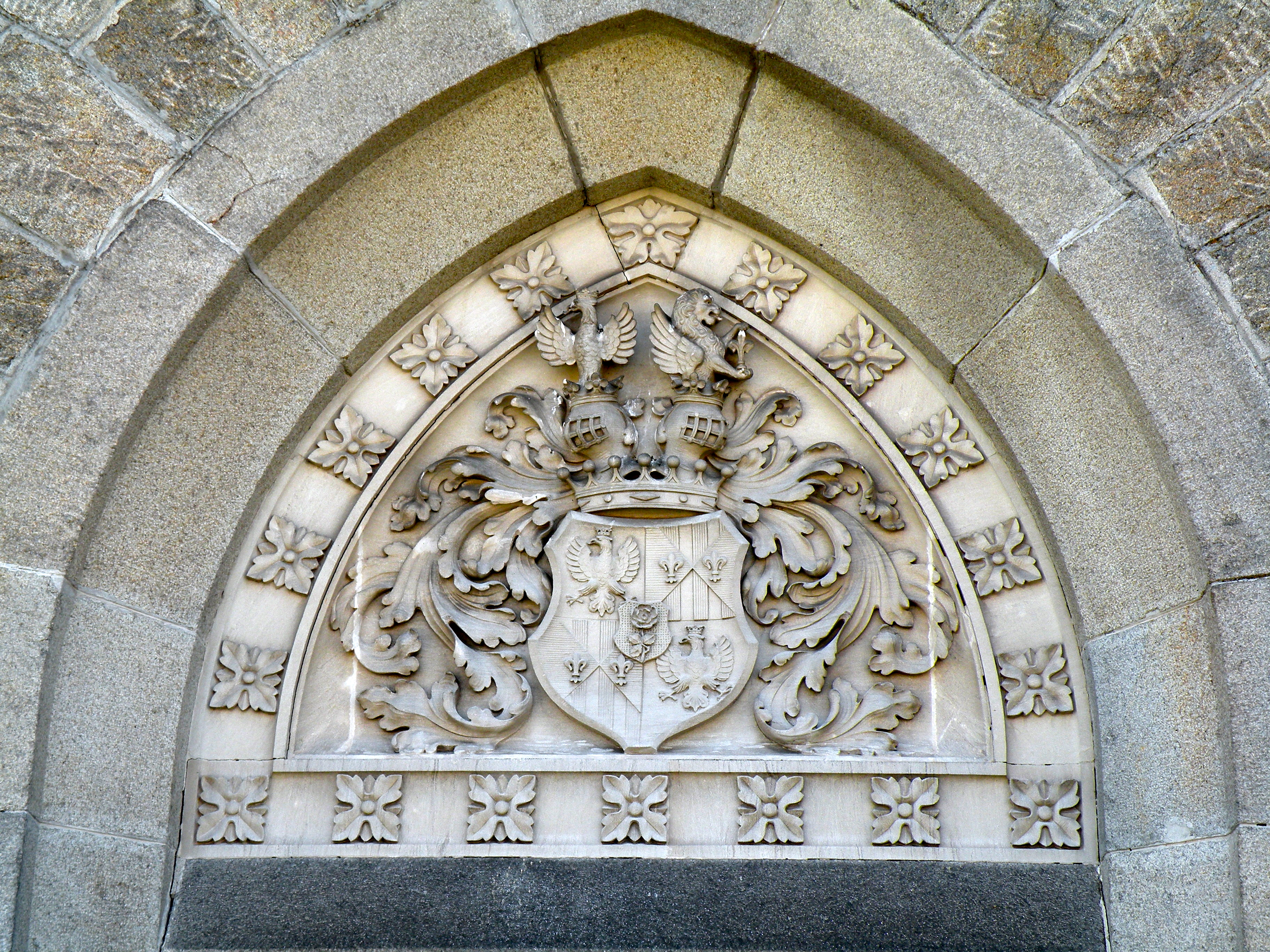
Gruftkapelle der Tinti